# Протозойні хвороби
Протозойні хвороби (також протозойні інфекції, протозоози, англ. Protozoan diseases, infections) — паразитарні хвороби, які спричинюють найпростіші.
До Protozoa відносять організми, які на всіх стадіях життєвого циклу існують у вигляді однієї клітини і цим відрізняються від багатоклітинних тварин (Eumetazoa). Наразі[коли?] описано понад 45 000 видів найпростіших. З них приблизно 20 000 належить до викопних форм. Із 25 000 сучасних видів близько 7000 є паразитами різних тварин і рослин[джерело?].
Термін «найпростіші» зазвичай не використовують у сучасних біологічних науках, тоді як ця термінологія продовжує використовуватися в медицині[джерело?]. Це пояснюється консервативним характером медичної класифікації та необхідністю проведення ідентифікації організмів на основі їхньої морфології.
Важливість найпростіших з медичної точки зору визначається тим, що багато хто з них спричинюють захворювання, в тому числі тяжкі, у людини: малярію, трипаносомози, амебіаз, діентамебіаз тощо.
Види найпростіших представлені великою кількістю підвидів, рас і варіантів. З практичної точки зору найважливіші штамові відмінності паразитичних найпростіших по вірулентності та антигенними властивостями. Так, відмінності у вірулентності штамів збудника грають, мабуть, істотну роль в епідеміології амебіазу і токсоплазмозу. Не меншу важливість представляють і антигенні відмінності. Так, при сонній хвороби людини збудники Trypanosoma gambiense і Т. rhodesiense утворюють «рецидивні штами» — антигенні варіанти, що виникають у відповідь на формування антитіл у хазяїна. Антитіла пригнічують основну популяцію паразита, але не діють рецидивний штам, що виник, і розмноження якого призводить до чергового рецидиву у хазяїна. Зміна рецидивних штамів повторюється багаторазово в процесі хвороби. Деякі особливості епідеміології малярії можуть бути поставлені в зв'язок з антигенними відмінностями штамів малярійних паразитів. Доросле населення гіперендемічних осередків має частковий імунітет до місцевих штамів збудника і не хворіє на малярію в гострій формі. Однак, якщо в осередку з'явиться новий штам збудника, серед населення можуть виникати гострі випадки малярії.
У здорових осіб діареї протозойної природи як правило нетривалі (від декількох днів до 2 тижнів) і закінчуються самовільним одужанням. Однак в осіб з імунодефіцитами, особливо у хворих на СНІД, діареї, спричинені протозойними збудниками, можуть тривати кілька місяців і навіть більше року, супроводжуватися вираженою втратою маси тіла, порушеннями кишкового всмоктування і призводити до смерті пацієнтів.

## Біологічна класифікація
Наразі протозойні збудники включають організми, які зараз класифіковані до супергруп (царств) Excavata, Amoebozoa, SAR (Harosa) та Archaeplastida.
До царства Excavata належать такі представники, що часто спричинюють протоози та протозоози:
- ряд Diplomonadida — Giardia intestinalis (лямблії), Hexamita salmonis і Histomonas meleagridis. Лямблії спричинюють лямбліоз, Hexamita salmonis є паразитом риб, Histomonas meleagridis — паразит індиків.
- ряд Parabasilia — Trichomonas foetus, Dientamoeba fragilis і Trichomonas vaginalis. Trichomonas foetus спричинює мимовільний аборт у великої рогатої худоби, Dientamoeba fragilis — діарею у людини (діентамебіаз), Trichomonas vaginalis — захворювання, що передається статевим шляхом (трихомоноз).
- ряд Евгленові (Euglenozoa) — рід Leishmania, до якого входять збудники лейшманіозів; вид Trypanosoma cruzi, який породжує трипаносомози.

До царства Amoebozoa належать такі представники, які часто спричинюють протоози та протозоози:
- ряд Entamoebidae — Entamoeba histolytica, збудник амебіазу; Naegleria fowleri та Acanthamoeba, збудники первинного амебного менінгоенцефаліту (негреліазу) і гранульоматозного амебного енцефаліту (акантоамебіазу).

До царства SAR належать такі представники, які часто спричинюють протоози та протозоози:
- ряд Гетероконти — Phytophthora infestans, збудник тяжкого ураження картоплі (фітофтороз); Blastocystis hominis, який спричинює ураження у ВІЛ-інфікованих пацієнтів.
- ряд Rhizaria — плазмодіофориди та галоспоридії, які відповідно спричинюють пухлини на картопляній бульбі та абсцеси і пустули у деяких морських безхребетних.

До царства Archaeplastida належать вкрай мало збудників протозойних хвороб. Зокрема це Prototheca moriformis з підтипу Chloroplastida. Ця зелена водорість втратила хлорофіл і перейшла до паразитизму. Знаходиться в стічних водах і ґрунті. Спричинює захворювання, яке називається прототекозом, в основному вражає велику рогату худобу та собак, проявляється ентеритом та маститом.

## Класифікація протозойних збудників згідно з механізмом передачі
Передача найзначніших для патології людини найпростіших за механізмами передачі така:
- Фекально-оральний механізм передачі — Балантидій кишковий, Giardia lamblia, Dientamoeba fragilis, Cryptosporidium oocystes, Токсоплазма, Cyclospora cayetanensis, Мікроспоридії.
- Статева передача — Трихомонада вагінальна.
- Трансмісивний механізм передачі — Theileria microti та інші бабезії (тейлерії), Плазмодій, Leishmania, Trypanosoma gambiense і Т. rhodesiense.
- Інші способи передачі — Naegleria fowleri, Акантамеба, Balamuthia mandrillaris, Токсоплазма.

Токсоплазма є єдиним патогенним фекально-оральним найпростішим, яка не асоціюється з гастроентеритом.